# Équipe de Guinée masculine de handball
Dernière mise à jour : 4 janvier 2025.
L'équipe de Guinée masculine de handball est la sélection nationale représentant la Guinée dans les compétitions internationales masculines de handball, sous l’égide de la Fédération guinéenne de handball.
L'équipe termine huitième du Championnat d'Afrique 1981, neuvième des Jeux africains de 2019, dixième du Championnat d'Afrique 2020, sixième du Championnat d'Afrique 2022 et cinquième du Championnat d'Afrique 2024.

## Historique
La Guinée a participé au tournoi de qualification africain pour le Championnat du monde 1974 puis participe à sa première compétition internationale à l'occasion du Championnat d'Afrique 1981, terminé à la huitième place. Quatre ans plus tard, elle déclare forfait au Championnat d'Afrique 1985.
Ce n'est alors qu'aux Jeux africains de 2019, terminés à la neuvième place, que la Guinée fait son retour sur la scène internationale.
À l'occasion du Championnat d'Afrique 2020, pour sa seconde participation à la compétition continentale reine, la Fédération internationale de handball permet à la Guinée de naturaliser quinze joueurs (treize joueurs nés en France, un à Madagascar, un en Côte d'Ivoire) peu de temps avant la compétition,. Elle ne se classe finalement que dixième.
La Guinée termine sixième du Championnat d'Afrique 2022 puis cinquième du Championnat d'Afrique 2024 ; cette dernière performance les qualifie pour le Championnat du monde masculin de handball 2025.

## Personnalités liées à la sélection
L'effectif au Championnat du monde 2025 (Liste provisoire des 35) est :
- Kévin Decaux : sélectionneur de 2019 à 2022 et depuis 2025[6],[1]
- Adrien Claire : joueur réunionnais naturalisé en 2020[3]
- Abdoulah Mané : joueur français naturalisé en 2020[3],[7]
- Rubens Pierre : joueur français naturalisé en 2020[8], élu meilleur gardien de but du Championnat d'Afrique des nations 2024
- Jordan Pitre : joueur français naturalisé en 2020[9]
- Kévin Rondel : joueur français naturalisé en 2020